# Uri (Olaszország)
Uri település Olaszországban, Szardínia régióban, Sassari megyében. Lakosainak száma 2827 fő (2023. január 1.). Uri Alghero, Ittiri, Olmedo, Putifigari, Sassari, Usini, Villanova Monteleone és Tissi községekkel határos.

## Népesség
A település lakossága az elmúlt években az alábbi módon változott:
| Lakosok száma | 3012 | 2989 | 2827 |
|               | 2017 | 2018 | 2023 |